# Jillian Cox
Jillian Cox, född 18 juli 2005, är en amerikansk simmare.

## Karriär
Vid kortbane-VM 2022 i Melbourne erhöll Cox ett brons efter att ha simmat försöksheatet på 4×200 meter frisim där USA sedermera tog medalj i finalen.
Vid kortbane-VM 2024 i Budapest tog Cox brons på 1 500 meter frisim. Hon erhöll även ett guld efter att ha simmat försöksheatet på 4×100 meter frisim där USA sedermera tog medalj i finalen.